# Bahnhof Sighetu Marmației

Der Bahnhof Sighetu Marmației (alte Schreibweise Sighetul Marmației) ist ein Bahnhof in Rumänien. Hier treffen sich die Bahnstrecken von Debrecen und nach Iwano-Frankiwsk. Beide führen in ihrem Verlauf weiter in die Ukraine und besitzen ein Vierschienengleis für russische Breitspur und Normalspur.

## Lage

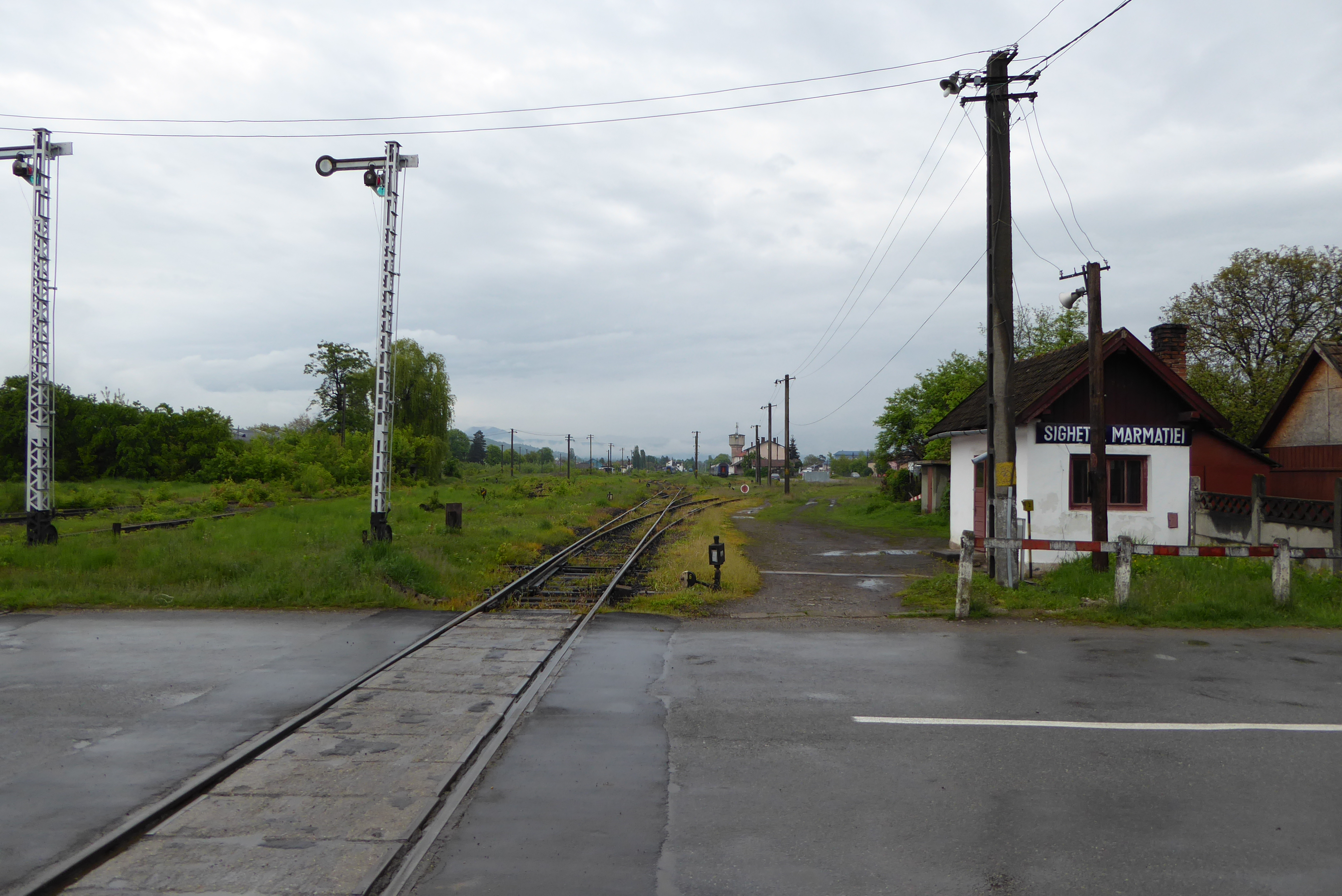
Westliche Bahnhofsausfahrt mit Ausfahrsignalen für das Breit- und das Normalspurgleis (2016)

Der Bahnhof befindet sich nördlich des Stadtzentrums von Sighetu Marmației. Unweit des Bahngeländes fließt die Theiß, die hier die Grenze zwischen Rumänien und der Ukraine bildet. Einen Eisenbahngrenzübergang in die Ukraine gibt oder gab es nur in den benachbarten Bahnhöfen Câmpulung la Tisa, Cămara Sighet und Bocicoi, nicht jedoch in Sighetu Marmației.

## Anlagen
Der Bahnhof besitzt an beiden Enden je ein mechanisches Stellwerk; sämtliche Hauptsignale sind Formsignale. Das Vierschienengleis der Strecken trennt sich in Sighetu Marmației in einen Bahnhofsteil der Breit- und einen der Normalspur.

## Betrieb
Im Oktober 2024 wurde bekannt, dass CFR Călători keine Möglichkeit zum Einsatz von leichteren Diesellokomotiven oder Dieseltriebwagen hat, die aufgrund zweier sanierungsbedürftiger Viadukte auf der Strecke Salva–Vișeu de Jos vom staatlichen Infrastrukturbetreiber Compania Națională de Căi Ferate für die weitere Befahrung gefordert werden. Der Verkehr auf der Gesamtstrecke von Salva über Vișeu de Jos und Valea Vișeului bis Sighetu Marmației könnte somit zum Fahrplanwechsel im Dezember 2024 gänzlich eingestellt werden.